# Tạ Quang Bửu
Tạ Quang Bửu (1910–1986) là giáo sư, nhà khoa học Việt Nam, người đặt nền móng cho lĩnh vực khoa học kỹ thuật và công nghệ quân sự Việt Nam, nguyên Bộ trưởng Bộ Quốc phòng và Bộ Đại học và Trung học Chuyên nghiệp của Việt Nam Dân chủ Cộng hòa, đại biểu Quốc hội từ khóa I đến khóa VI (1946–1981). Giáo sư Tạ Quang Bửu là một trong những nhà trí thức tài giỏi của Việt Nam từ khi giành độc lập năm 1945. Ông đã cống hiến rất nhiều cho sự nghiệp cách mạng và giải phóng dân tộc cũng như nền khoa học nước nhà và góp phần không nhỏ trong sự nghiệp phát triển giáo dục Việt Nam.

## Tiểu sử

### Các cống hiến của ông về lĩnh vực khoa học - kỹ thuật
Tạ Quang Bửu sinh ngày 23 tháng 7 năm 1910, trong một gia đình nhà giáo tại thôn Hoành Sơn, xã Nam Hoành (nay là xã Khánh Sơn), huyện Nam Đàn, tỉnh Nghệ An. Năm 1917 tại Tam Kỳ - Quảng Nam, trong kỳ thi về chữ Hán ngữ - Văn hóa Việt - Toán được tổ chức cho các em học sinh lên bảy, ông đã đỗ rất cao và từ đó trở nên nổi tiếng vì học tập xuất sắc.
Năm 1922, ông thi vào trường Quốc học Huế và đỗ thứ hạng 11. Sau đó ông ra Hà Nội học trường Bưởi.
Năm 1929, sau khi đỗ đầu tú tài Việt và đỗ đầu tú tài Tây ban Toán, ông nhận được học bổng của Hội Như Tây Du học của Nguyễn Hữu Bài và sang Pháp học. Ông thi đỗ vào Trường Centrale (A) Paris năm 1930, học Toán ở các trường Đại học Paris, Bordeaux (Pháp) và Oxford (Anh) từ 1930 đến 1934.
Tại Pháp, năm 1929, ông đăng ký học lớp toán đặc biệt của trường Louis le Grand về toán học và vật lý lý thuyết, đăng ký học cử nhân toán ở Viện Henri Poincaré. Ông đã đến nghe giảng ở cả giảng đường Hermite (dành cho cử nhân) lẫn tham dự các buổi xê-mi-na ở giảng đường Darboux (dành cho những người học trên đại học). Tại đây, ông đã tiếp xúc với nhiều nhà toán học trẻ của nước Pháp, bí mật tham gia nhóm Nicolas Bourbaki. Đó là cơ sở để năm 1961, ông cho ra đời tác phẩm Về cấu trúc của Bourbaki.
Ông thi đỗ vào trường Centrale Paris năm 1930, theo học chương trình cử nhân khoa học ở Đại học Sorbonne, học toán ở các Đại học Paris, Đại học Bordeaux (Pháp) từ 1930 đến 1934 và được trường Bordeaux trao đổi sang Đại học Oxford (Anh) trong một thời gian ngắn. Tại đây ông học thêm vật lý lượng tử.
Trở về nước năm 1934, ông không ra làm quan mà đi dạy toán và tiếng Anh tại trường tư, ban đầu là trường Phú Xuân, sau là trường dòng Providence (Trường Thiên Hựu) ở Huế. Ngoài tiếng Anh và toán, lý, hóa ông còn dạy các môn khoa học tự nhiên khác theo yêu cầu của nhà trường. Các môn này (động vật, thực vật, khoáng vật) ông tự nghiên cứu trong sách chuyên ngành cao hơn nhiều so với chương trình trung học rồi lên lớp với những mẫu hiện vật tự sưu tầm.
Bên cạnh đó, ông cũng chơi tốt thể thao và truyền đạt kinh nghiệm luyện tập cho các học sinh như: đánh bóng bàn theo kiểu Barma (đương kim vô địch thế giới về bóng bàn, người Hungary), tập điền kinh theo phương pháp khoa học nhất, bơi sải (crawl)...
Từ 1942 đến 1945, ông đi làm công cho hãng Điện-Nước SIPEA, được cử phụ trách nghiên cứu. Ông đã thiết kế nhiều bộ phận cho các nhà máy điện, tái sinh dầu nhờn cho Quy Nhơn. Ông đã khước từ Huân chương Bắc đẩu do Pháp trao vì thiết kế đường dây điện cao thế cho nhà máy vôi Long Thọ. Ngoài ra ông vẫn tranh thủ học thêm và nghiên cứu cơ học lượng tử và phương trình vi phân.
Từ 1942 đến 1945, ông là Vụ trưởng Vụ nghiên cứu điện – nước Trung kì. Tháng 4/1943, ông tham gia đàm phán ở Đà Lạt.
Tháng 8/1945, ông cùng luật sư Phan Anh ra Hà Nội tham gia cách mạng. Từ tháng 9/1945 đến tháng 1/1946, ông được Chủ tịch Hồ Chí Minh cử làm Tham nghị trưởng Bộ Ngoại giao trong chính phủ lâm thời, phụ trách giao thiệp với Mỹ và Anh.
Từ 11/1945 đến ngày Toàn quốc kháng chiến, ông vừa tham gia các công việc của Chính phủ, vừa giảng dạy Vật lý tại Trường Đại học Hà Nội. Từ 3/1946, ông được Quốc hội cử giữ chức Thứ trưởng Bộ Quốc phòng.
Tháng 6/1946, ông tham gia đoàn đàm phán ở Fontainebleau, được đồng chí Phạm Văn Đồng cử sang Thụy Sĩ dự kỉ niệm 200 năm Hội Khoa học Thụy Sĩ và tìm hiểu mua vũ khí. Những ngày toàn quốc kháng chiến, ông được giao nhiệm vụ đảm bảo vận chuyển cơ sở vật chất - kĩ thuật quân sự lên chiến khu.
Tháng 7/1947, ông được kết nạp vào Đảng Cộng sản Việt Nam. Từ 8/1947 đến 8/1948, ông là Bộ trưởng Bộ Quốc phòng, ủy viên Hội đồng Quốc phòng tối cao. Tháng 12/1947, ông là Ủy viên Quân sự ủy viên hội.
Từ  9/1948 đến 1961, ông là Thứ trưởng Bộ Quốc phòng và kiêm nhiệm nhiều cương vị khác.
Năm 1954, ông tham gia đoàn đàm phán của chính phủ ở Genève và thay mặt Việt Nam Dân chủ Cộng hòa ký Hiệp định Genève.
Từ 1956 đến 1961, ông làm Hiệu trưởng Trường Đại học Bách Khoa Hà Nội.
Từ 1957 đến 1959, ông nhận thêm nhiệm vụ nghiên cứu xây dựng tổ chức Khoa học Việt .
Từ 1965 đến 1976, ông được cử giữ chức Bộ trưởng Bộ Đại học và Trung học chuyên nghiệp.
Ông còn là đại biểu Quốc hội liên tục từ khoá I đến khoá VI, nguyên Phó Chủ tịch Ủy ban Bảo vệ hoà bình thế giới của Việt Nam, Phó Chủ tịch Hội Hữu nghị Việt – Xô.
Với công lao cống hiến của mình, ông được Đảng, Quốc hội, Nhà nước ta tặng thưởng:
Huân chương Độc lập hạng Nhất, Huân chương Kháng chiến hạng Nhất, Huân chương Chiến thắng hạng Nhất, Huân chương Kháng chiến chống Mỹ cứu nước hạng Nhất, Huân chương Chiến công hạng Nhất, Huân chương Chiến sĩ vẻ vang hạng Ba, Huy chương Quân kì quyết thắng.
Do tuổi cao sức yếu, Giáo sư Tạ Quang Bửu qua đời ngày 21 tháng 8 năm 1986 tại Bệnh viện Hữu nghị Việt – Xô, thọ 76 tuổi.
Năm 1996, ông được Nhà nước truy tặng Giải thưởng Hồ Chí Minh (đợt 1) về khoa học công nghệ với "Tập hợp các công trình giới thiệu khoa học kĩ thuật hiện đại (sau 1945), chỉ đạo các nhiệm vụ kĩ thuật quan trọng trong kháng chiến chống Mỹ cứu nước".
Ông là một trong những người tiên phong của Việt Nam dự trại Tráng sĩ của tổ chức Hướng đạo Việt Nam. Thi đỗ ông được cấp bằng trại trưởng và là đại diện huấn luyện cho toàn Đông Dương. Ông được bầu làm Huynh trưởng Hướng đạo sinh Trung Kỳ.

### Giai đoạn 1945-1954: Hoạt động trong Chính phủ kháng chiến
Tháng 8 năm 1945, ông tham gia Tổng khởi nghĩa ở Hà Nội. Từ tháng 9 năm 1945 đến tháng 1 năm 1946, ông đã đảm nhận chức vụ Tham nghị trưởng Bộ Ngoại giao trong Chính phủ lâm thời của nước Việt Nam Dân chủ Cộng hòa, rồi Thứ trưởng Bộ Quốc phòng.
Năm 1946 ông tham gia đoàn đại biểu chính phủ Việt Nam Dân chủ Cộng hòa dự Hội nghị trù bị Đà Lạt, rồi Hội nghị Fontainebleau (Pháp) đàm phán với Pháp và nhân đó sang Zurich dự lễ kỷ niệm 200 năm thành lập Hội các nhà khoa học tự nhiên Thụy Sĩ vào tháng 7 năm đó.
Tháng 7 năm 1947, ông gia nhập Đảng Cộng sản Đông Dương. Tháng 8, ông làm Bộ trưởng Bộ Quốc phòng Việt Nam, sau đó một năm trở lại cương vị Thứ trưởng Bộ Quốc phòng. Bộ trưởng Bộ Quốc phòng Tạ Quang Bửu đã chỉ đạo và biên soạn cuốn sách "Bắn máy bay bằng súng trường tập trung" phổ biến rộng rãi khắp nơi và sau đó, khiến máy bay Pháp phải dè chừng trên vùng trời Việt Nam. Kinh nghiệm này cũng được áp dụng cho dân quân Việt Nam dùng súng trường bộ binh bắn máy bay trong Chiến tranh chống Mỹ.

Đại diện Tổng tư lệnh Quân đội nhân dân Việt Nam Tạ Quang Bửu ký Hiệp định đình chiến ở Đông Dương (Hiệp định Genève)

Tháng 8 năm 1948 ông là ủy viên Hội đồng Quốc phòng Tối cao vừa được thành lập, sau đó còn làm Chánh văn phòng Quân ủy Trung ương.
Tuy kiêm nhiệm nhiều chức vụ quan trọng khác nhau, ông vẫn dành thời gian truyền thụ kiến thức của mình cho các thế hệ học trò. Ngay trong những ngày Cách mạng mới thành công, ông vừa tham gia các công việc của chính phủ vừa giảng dạy môn vật lý tại Đại học Hà Nội.
Năm 1954, ông tham gia đoàn đại biểu chính phủ Việt Nam Dân chủ Cộng hòa dự Hội nghị Geneva về Việt Nam trên cương vị Thứ trưởng Bộ Quốc phòng và là người đại diện cho Tổng tư lệnh Quân đội nhân dân Việt Nam ký văn bản Hiệp nghị đình chỉ chiến sự tại Việt Nam và Lào, thường được biết đến dưới cái tên Hiệp định Genève về Việt Nam.

### Sau 1954: Tiếp tục hoạt động giáo dục và nghiên cứu
Ngay sau khi miền Bắc hòa bình, ông chuyển sang công tác lĩnh vực khoa học giáo dục, được cử làm Hiệu trưởng Đại học Bách khoa Hà Nội (1956-1961) đồng thời là Phó Chủ nhiệm Uỷ ban Khoa học Nhà nước (1958 - 1965)  kiêm Tổng Thư ký. Là lãnh đạo Uỷ ban Khoa học Nhà nước, ông trực tiếp làm trưởng ban Sinh vật - Địa học. Các bài giảng của ông về sinh học hiện đại có các giáo sư đầu ngành đến dự. Ông cũng tham gia sáng lập Hội Vật lý Việt Nam vào năm 1966.
Ông là Bộ trưởng đầu tiên của Bộ Đại học và Trung học chuyên nghiệp (1965-1976). Bộ trưởng Tạ Quang Bửu đã đề xuất cải tiến nội dung giảng dạy những điều "cơ bản nhất, hiện đại nhất và sát hợp với điều kiện Việt Nam nhất". Theo sự chỉ đạo của ông, hệ thống các ban thư ký các bộ môn và các ngành đào tạo được thành lập để cải tiến chương trình đào tạo đồng thời các cán bộ có trình độ cao và kinh nghiệm giảng dạy cũng được tập hợp để biên soạn các giáo trình... Những năm đầu của thập niên 1970, ông đã tổ chức một loạt các cuộc hội thảo về phương pháp giảng dạy đại học. Chủ trương mở rộng quy mô đào tạo bằng việc lập nhiều trường chuyên ngành đã được phối hợp chặt chẽ với chính sách tuyển chọn mỗi năm hàng trăm sinh viên, cán bộ ưu tú để gửi đi đào tạo tại các nước xã hội chủ nghĩa.
Năm 1966, ông đã đề xuất với Chính phủ cho thành lập Phân hiệu II Đại học Bách khoa (nay là Học viện Kỹ thuật Quân sự) với quy chế riêng, được Bộ Đại học Trung học chuyên nghiệp và Bộ Quốc phòng trực tiếp chỉ đạo về nội dung, chương trình.
Ngoài công tác giáo dục, ông vẫn tham gia hoạt động trong lĩnh vực khoa học kỹ thuật quân sự. Mùa hè năm 1972, Tổng thống Mỹ Richard Nixon ra lệnh thả thủy lôi trên sông biển và phong toả cảng Hải Phòng. Ông đã trực tiếp chỉ đạo một tổ nghiên cứu thiết kế, chế tạo khí tài phá thủy lôi (mật danh GK1) để chống lại thủy lôi chiến lược MK 52 của Mỹ, khí tài phá bom từ trường (mật danh GK2) do Tiến sĩ Vũ Đình Cự làm tổ trưởng.
Khi giặc Mỹ dùng bom TN (từ trường) nổ chậm phong toả các tuyến vận tải ở khu IV, đường Trường Sơn, Giáo sư Tạ Quang Bửu đã cùng các nhà khoa học Trường Đại học Kỹ thuật Quân sự tìm ra nhiều cách phá nổ vô hiệu hoá bom TN để thông tuyến cho người, xe ra mặt trận.
Đêm 14 tháng 8 năm 1986, ông đột ngột ngưng làm việc do tai biến máu não và qua đời ngày 21 tháng 8 năm 1986, thọ 76 tuổi. An táng tại Nghĩa trang Mai Dịch, Hà Nội
Vợ ông là bà Hoàng Kim Oanh, con gái cụ Hoàng Đạo Thúy, kết hôn năm 1942 và có 6 người con. Con trai ông là Thiếu tướng Tạ Quang Chính.

## Tặng thưởng
Ông đã được Đảng Cộng sản Việt Nam và Nhà nước Việt Nam tặng thưởng nhiều huân chương:
- Huân chương độc lập hạng Nhất truy thăng Huân chương Hồ Chí Minh.
- Huân chương Kháng chiến hạng Nhất.
- Huân chương Chiến thắng hạng Nhất.
- Huân chương Kháng chiến chống Mỹ, cứu nước hạng Nhất.
- Huân chương Chiến công hạng Nhất.
- Huân chương Chiến sĩ vẻ vang hạng Ba.[7]

Năm 1996, ông được Nhà nước truy tặng Giải thưởng Hồ Chí Minh đợt I về khoa học công nghệ với "Tập hợp các công trình giới thiệu khoa học kĩ thuật hiện đại (sau năm 1945), chỉ đạo các nhiệm vụ quan trọng trong kháng chiến chống Mỹ cứu nước". Các công trình của ông được đánh giá là đã định hướng phát triển một số ngành khoa học cơ bản; chỉ đạo kỹ thuật việc rà phá bom mìn phong toả Vịnh Bắc Bộ, Hải Phòng và chỉ đạo những nhiệm vụ kỹ thuật quan trọng khác trong cuộc chiến chống Mỹ của Việt Nam Dân chủ Cộng hòa.

## Ghi nhận đóng góp
Ông được đặt tên cho các đường phố ở quận Hai Bà Trưng - Hà Nội, quận 8 - thành phố Hồ Chí Minh, thành phố Đồng Hới (phường Nam Lý), thành phố Huế, thành phố Đà Nẵng, thành phố Hạ Long, thư viện lớn nhất của Đại học Bách khoa Hà Nội, Hội trường Đại học Thăng Long, giải thưởng Tạ Quang Bửu cho các nhà khoa học ở Việt Nam.

## Tác phẩm
- Thống kê thường thức.
- Vật lý cương yếu.
- Nguyên tử – hạt nhân – vũ trụ tuyến.
- Sống.
- Đại số các toán tử (1961).
- Các mức điều chỉnh trong lý thuyết hệ thống (1981).
- Viết thêm về các mức điều chỉnh trong lý thuyết hệ thống (1985).
- Hạt cơ bản (1987).